# Тжонковский, Зенон
Зенон Тжонковский (пол. Zenon Trzonkowski; 19 сентября 1957 года, Бжег — 17 ноября 2021 года, Ополе) — польский футболист и тренер, игравший на позиции защитника.

## Биография
Воспитанник Стали Бжег, где также начал свою взрослую карьеру. В 1977 году перешёл во вроцлавский Шлёнск. В этот период играл в сборной Польши до 21 года. В 1978 году выиграл серебро чемпионата Польши со Шлёнском. В Шлёнске играл до 1982 года, сыграв 34 матча на высшем уровне. Затем играл за Заглембе (Любин). В 1983 году из-за травмы колена завершил футбольную карьеру.
Летом 1983 года стал тренером юниоров Шлёнска, а через год возглавил резерв клуба, с которым в 1985 году вышел в 3-ю лигу. Занимал эту должность до 1987 года. Затем тренировал игроков Одра (Ополе). С октября по декабрь 1988 года был тренером футболистов «Карпаты (Кросно)». В марте 2003 года занял должность президента БТП Бжег, а в ноябре — тренера клуба. Также работал учителем физкультуры.